# Pseudonapomyza pudica
Pseudonapomyza pudica este o specie de muște din genul Pseudonapomyza, familia Agromyzidae, descrisă de Spencer în anul 1977. Conform Catalogue of Life specia Pseudonapomyza pudica nu are subspecii cunoscute.